# Дядо Ильо войвода (вестник)
„Дядо Ильо войвода“ е български вестник, излязъл в единичен брой в Кюстендил, България, в 1946 година, наречен на Ильо войвода.

## История
Вестникът излиза през януари 1946 година, по повод 68 години от освобождението на Кюстендил на 30 януари 1878 година. Издава Акционният комитет на кюстендилските студенти. Тиражът е 500 броя.